# Mitologia baltică
Mitologia baltică reprezintă totalitatea credințelor, miturilor și practicilor culturale ale popoarelor baltice (letonii, lituanienii și vechii prusaci) din perioada pre-creștină a acestora. Acest ansamblu de mituri și credințe se caracterizează printr-un sistem religios politeist cu anumite nuanțe panteiste, dar și printr-o asemănare cu mitologia slavă. Nu prea s-au păstrat izvoare istorice referitoare la religia balților din perioada pre-creștină a acestora. Prin urmare, sursele care furnizează informații despre acest subiect vin de la cronicarii și autorii creștini care au trăit în epoca ce a urmat după creștinarea popoarelor baltice. Astfel, în aceste condiții, reconstituirea panteonului baltic pre-creștin este greu de realizat. Cel mai adesea, demersurile făcute în direcția cercetării acestui domeniu eșuează din cauza faptului că metodele folosite sunt puse la îndoială. În această situație, rămâne valabilă cercetarea tradițiilor vechi păstrate în folclor și a obiceiurilor populare, dar și analiza atentă a teoriei religiei.
În jurul anului 3000 î.Hr., vechii balți și vechii slavi încă constituiau un singur grup etno-lingvistic, cel al balto-slavilor. Însă în perioada 1500 - 1000 î.Hr. are loc procesul de individualizare a balților față de slavi și invers.
Dintre toate cele trei popoare baltice (letonii, lituanienii și vechii prusaci), doar letonii și lituanienii au supraviețuit invaziilor străine, vechii prusaci (care locuiau pe teritoriul Kaliningradului de azi) sfârșind prin a fi exterminați și asimilați de Ordinul Teutonic și de coloniștii germani stabiliți în locul prusacilor baltici. Fosta regiune Prusia și-a luat numele de la vechii prusaci.
Cu toate că începând cu secolul XIV letonii și lituanienii au fost convertiți la catolicism, iar mai apoi la luteranism, de către misionarii germani și suedezi, o bună parte din tradițiile precreștine s-au contopit cu creștinismul. Una dintre cele mai importante tradiții precreștine rămase sunt așa-numitele daine, cântece scurte de câte patru versuri.
Termenul indo-european de deiwos (în letonă dievs, în lituaniană dievas, în prusaca veche deivas) reprezenta în mitologia baltică numele zeului indo-european al cerului. După convertirea balticilor la creștinism, teonimul deiwos a început să fie folosit pentru a desemna Dumnezeul creștin. În folclorul religios al letonilor, Dievs, tatăl familiei divine, locuiește în casa lui de pe un munte din cer. Totuși el vizitează pământul și îi ajută pe țărani la treburile gospodăriei și la sărbătorile sezoniere dedicate lui. Dievs veghează asupra ordinii și moralității în lume și hotărăște soarta și pedeapsa oamenilor. În ciuda acestor atribute Dievs nu reprezintă zeul suprem din panteonul baltic.
Zeul tunetului și al fulgerului, Perkũnas (în lituaniană) sau Perkuons (în letonă), era un zeu uranian (celest), dar coboară adesea pe pământ ca să lupte cu forțele demonice. Numele său vine de la indo-europeanul per/perk, ce înseamnă “a lovi”, “a face să se spargă”. Era reprezentat ca un bărbat înalt și puternic, cu barbă roșie, înarmat cu o secure sau cu un ciocan, cu care alunga duhurile rele. Copacul consacrat lui era stejarul, la fel ca alți zei ai furtunii din Europa precreștină. Asemeni zeului Thor din mitologia nordică, zeului Parjanya din mitologia vedică sau zeului Perun din mitologia slavă. I se aduceau sacrificii în zilele de sărbătoare sau în perioadele neprielnice poporului (secete, epidemii etc.).
Zeița Soarelui, Saula, era închipuită ca o mamă și fată tânără. Saula are și ea o casă pe Muntele Cerului, lângă cea a lui Dievs. Uneori, cele două zeități se luptă între ele iar lupta lor ține 3 zile. Saula păzește glia, pe cei bolnavi și îi pedepsește pe cei păcătoși. Sărbătoarea consacrată ei era cea mai importantă din perioada solstițiului de vară. Saula era și soția zeului lunii, Meness. Zeităților celeste li se asociau caii și căruțele ca simboluri.
Zeița Laima reprezenta zeița destinului și a norocului, a căsătoriilor, belșugului, etc.
Majoritatea zeităților chtoniene (de pământ, telurice) și acvatice sunt zeițe. Exemple de astfel de zeități sunt Mama-Pământ (Zemen mate la letoni și Zemyna la lituanieni), Tatăl-Pământ (Zemepatis), Muma pădurii (Meza mate în letonă, Medeine în lituaniană), Muma grădinii, Muma ogoarelor, Muma ploii, Muma golfurilor, Muma florilor, Muma ciupercilor, etc.
Cultul obștesc era efectuat preoți și șamani în locuri considerate sacre (păduri, izvoare), dar și în temple unde erau reprezentați zeii sub formă de idoli, unde se aduceau sacrificii animale și chiar umane.